# Münzstätte Schauenstein

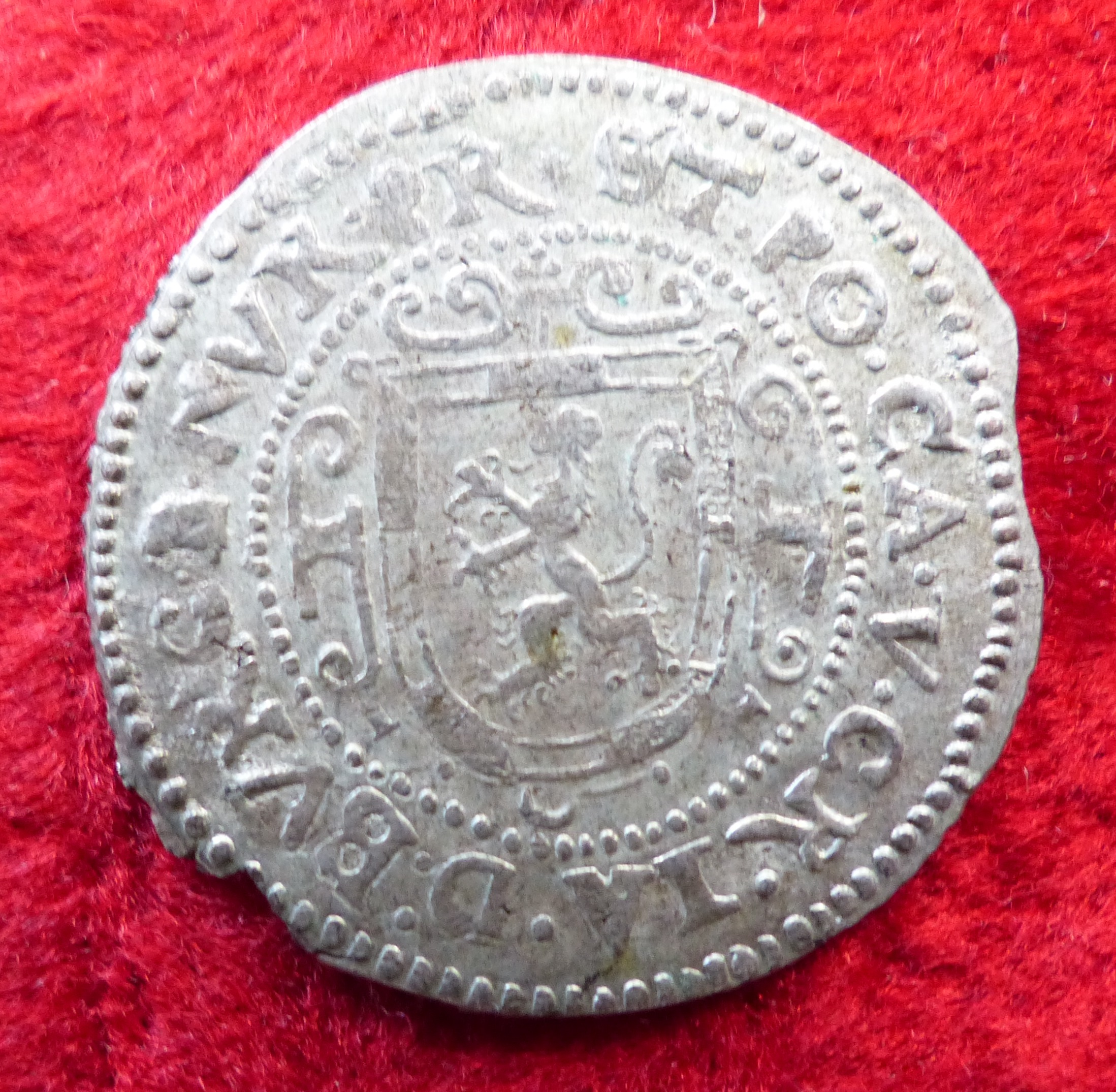
Vorderseite eines Sechsbätzners aus Wunsiedel mit der Initiale S des Münzmeisters Peter Steininger

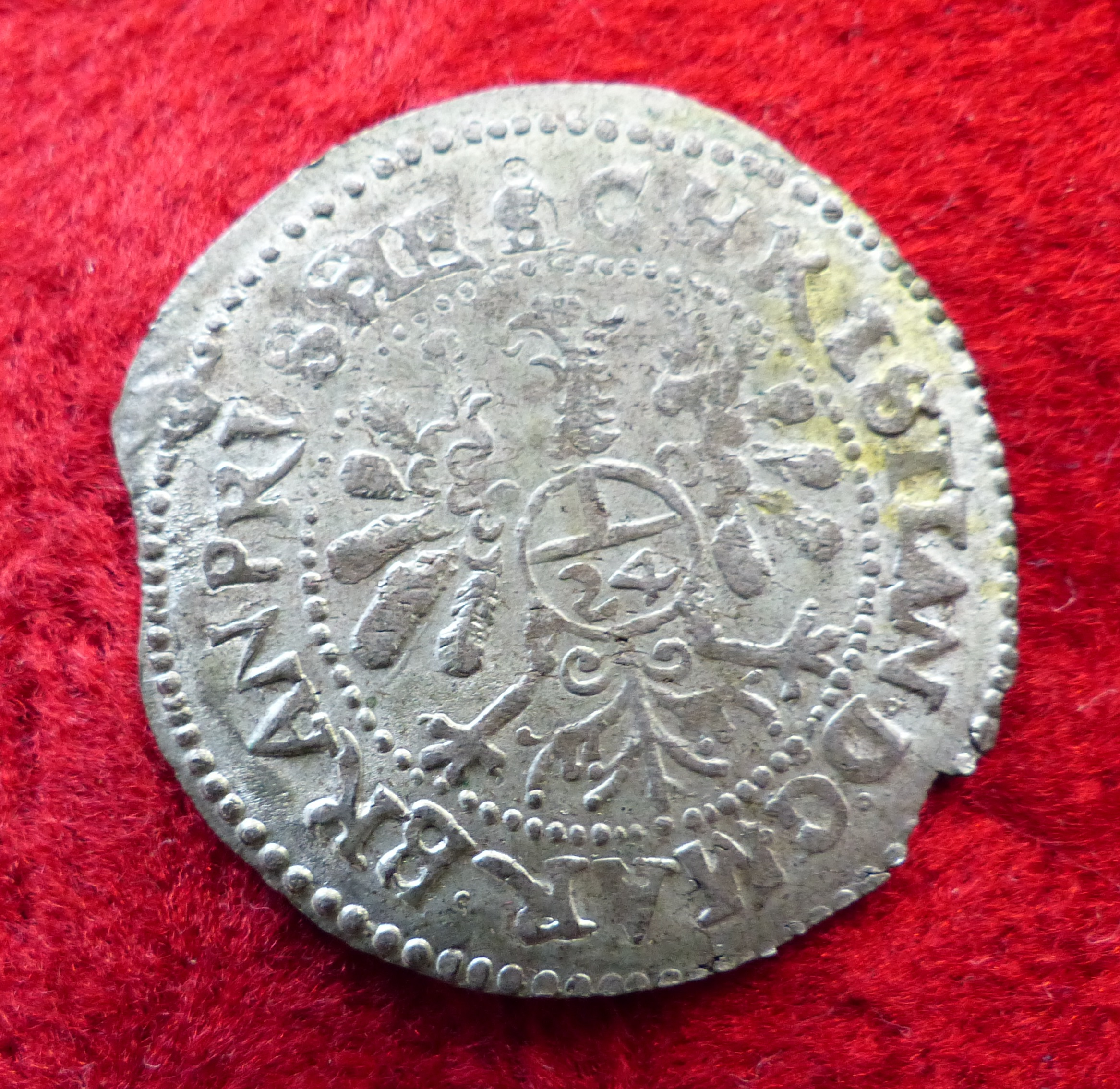
Rückseite eines Sechsbätzners aus Wunsiedel mit der Initiale S des Münzmeisters Peter Steininger

Die Münzprägestätte Schauenstein war eine der zwölf Kippermünzprägestätten des Fürstentums Bayreuth und die, die am spätesten eröffnet wurde. Sie befand sich in einer umgebauten Wassermühle in Schauenstein und war nur im Jahr 1622 in Betrieb. Dort wurden ausschließlich silberne Sechsbätzner geprägt. Als Prägeortzeichen verwendete sie „S“ bzw. „SS“.

## Geschichte
Als Münzunternehmer trat ein Amtmann des Markgrafen Christian, Hans Heinrich von Reitzenstein auf Selbitz, in Erscheinung. Als markgräflicher Kammerjunker hatte er ursprünglich nur die Kontrolle des Silberhandels auszuüben. Nachdem er vom Markgrafen die Erlaubnis erhielt, eine Münzprägestätte zu betreiben, pachtete er vom Schauensteiner Vogt David Grenz die Mühle Dorschenhammer an der Selbitz in Schauenstein. Der Pachtvertrag sah eine mengenabhängige Pacht vor. Um Münzen prägen zu können, musste die Mühle umgebaut werden. Nach dem Schlagschatzbuch wurde die Münzprägestätte von Valentin Wolfram, dem ehemaligen Hüttenschreiber auf dem Hammer zu Weißenstadt, eingerichtet. Am 20. Januar 1622 wurde auch der Münzmeister Joachim Fründt verpflichtet. Mindestens in der Anfangszeit müssen die beiden als Münzmeister fungiert haben, denn es gibt auch Gepräge mit Wolframs Initialen „V.W.“. Als Münzeisenschneider wurde der Maler Hans Friedrich Brentel (II.) angestellt.
Die Produktion wurde Anfang März aufgenommen, doch am 4. März war der Umbau noch nicht abgeschlossen. Nach dem Treffen der Leiter aller zwölf Münzprägestätten des Fürstentums Bayreuth an diesem Tag in Kulmbach gab der Markgraf am 7. März das Reskript, das, dem Vorschlag von Hans Abel folgend, festlegte, dass aus einer vierlötigen Mark 26 Gulden entsprechend 65 Sechsbätzner hergestellt werden sollten. Am 28. April 1622 zeigte sich David Grenz schwer enttäuscht über die geringe Auslastung seiner Mühle, die ihm pro Woche kaum 25 fl Gewinn einbrachte, während sein Hammerwerk einen wöchentlichen Überschuss von 200 Gulden erwirtschaftet hatte.
Die Münzprägestätte wurde auf markgräflichem Befehl durch seinen Sekretär Andreas Heidemann am 28. September 1622 aufgehoben. Er fertigte das Inventarverzeichnis an, verschloss die Prägestätte und brachte die Wertsachen auf die Plassenburg. Der Schlagschatz war für 23 Wochen vom 23. März  bis 31. August 1622 abgeführt worden.
Obwohl weniger beteiligt, wurde Valentin Wolfram am 15. Januar 1623 mit einer Geldstrafe von 1000 Reichstalern wegen zu geringhaltiger Kippermünzen belegt.

## Produktionsgröße
Genaue Produktionszahlen wurden nicht überliefert. Anhand von mehreren Faktoren lässt sich die Produktionsgröße trotzdem beziffern. Bei der Schätzung nach der Höhe der Pachtzahlungen an den Mühlenbesitzer, die sich nach der Menge des vermünzten Silbers richteten, kommt man für April 1622, als dort innerhalb von 24 Tagen etwa 2000 Mark Silber verarbeitet wurde, bei einem angenommenen Raugewicht von 3,4 Gramm pro Stück auf eine Wochenproduktion von rund 40.000 Sechsbätznern. Nach der Schätzung nach Grimm, der die Abgaben an den Landesherren in Höhe von 5 Prozent des Nennwertes annimmt, kommt man bei einem Schlagschatz von 1000 Gulden auf eine Wochenproduktion von 50.000 Sechsbätznern. Die Kalkulation des Unternehmers, z. B. von Hans Abel, die er am 7. Februar 1622 für die Kulmbacher Kanzlei machte, ergibt die maximale Wochenproduktion von 78.000 Sechsbätznern bei einem Schlagschatz von ebenfalls 1000 Gulden und einer wöchentlichen Vermünzung von 300 Mark Feinsilber.